# Lepisia colvillei
Lepisia colvillei är en skalbaggsart som beskrevs av Dombrow 2006. Lepisia colvillei ingår i släktet Lepisia och familjen Melolonthidae. Inga underarter finns listade i Catalogue of Life.